# Confine tra Indonesia e Malaysia
Il confine tra l'Indonesia e la Malaysia attraversa il territorio dell'Indonesia e della Malaysia nell'isola del Borneo. Consiste in un confine terrestre di 1881 km e comprende anche i confini marittimi lungo lo stretto di Malacca, nel Mar Cinese Meridionale e nel Mare di Celebes.
Il confine terrestre si estende da Tanjung Datu all'angolo nord-occidentale del Borneo, attraverso gli altipiani dell'entroterra del Borneo fino al Golfo di Sebatik e al Mare di Celebes, nella parte orientale dell'isola. Il confine separa le province indonesiane del Kalimantan Settentrionale, del Kalimantan Orientale e del Kalimantan Occidentale dagli stati malesi di Sabah e Sarawak.

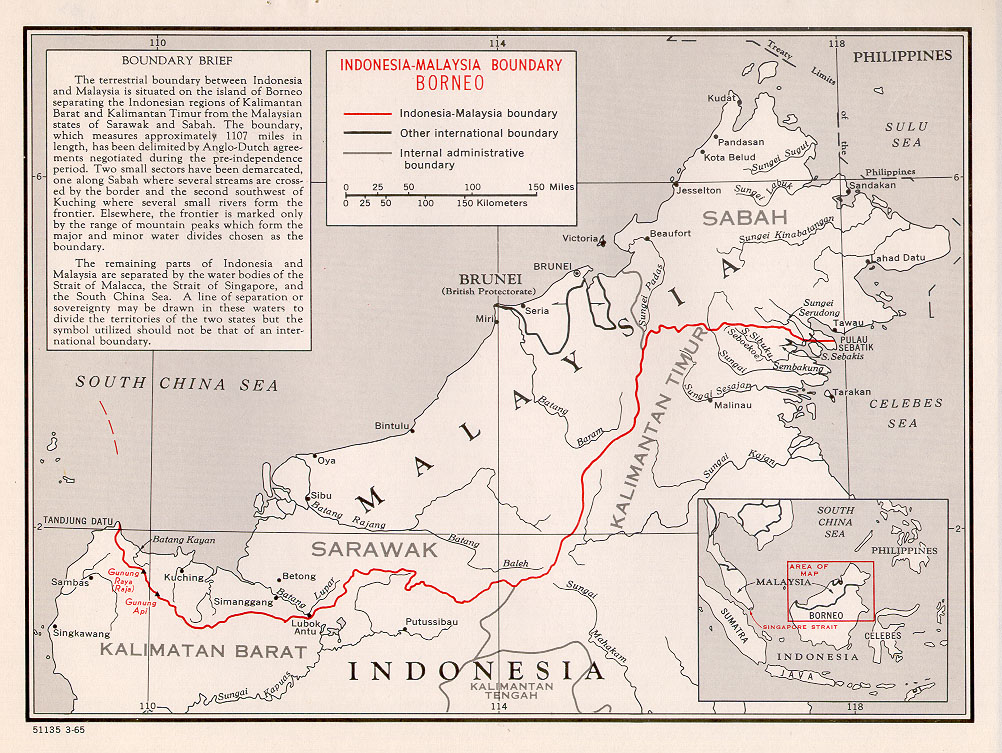
Mappa del confine Indonesia-Malesia

Il confine marittimo nello Stretto di Malacca segue generalmente la linea mediana tra le linee di base dell'Indonesia e della Malesia, che va a sud dal triplice confine con la Thailandia all'inizio del confine marittimo con Singapore. Solo una parte di questo confine è stata delimitata da un trattato sui confini della piattaforma continentale nel 1969 e un trattato sui confini del mare territoriale nel 1970. Anche il confine della piattaforma continentale tra Indonesia e Malaysia nel Mar Cinese Meridionale è tracciato lungo la linea equidistante tra le linee di base dei due paesi sotto il confine della piattaforma continentale del 1969.
Il confine nel Mar di Celebes è conteso tra i due paesi. Parte della controversia è stata risolta mediante la sentenza della Corte internazionale di giustizia nel caso Ligitan e Sipadan nel 2002 ed è ora in attesa di delimitazione tra i due paesi. Tuttavia, i due paesi hanno ancora rivendicazioni sovrapposte sulla piattaforma continentale, che l'Indonesia chiama Ambalat.
Ci sono numerosi collegamenti marittimi tra l'Indonesia e la Malesia, principalmente tra l'isola di Sumatra e la Malaysia Peninsulare,  ma anche tra la provincia indonesiana del Kalimantan Settentrionale e lo stato di Sabah della Malesia. Ci sono solo tre punti di attraversamento ufficiali del trasporto terrestre, tutti posti tra il Kalimantan occidentale e il Sarawak. Sia i confini terrestri che quelli marittimi sono relativamente porosi.

## Confine terrestre

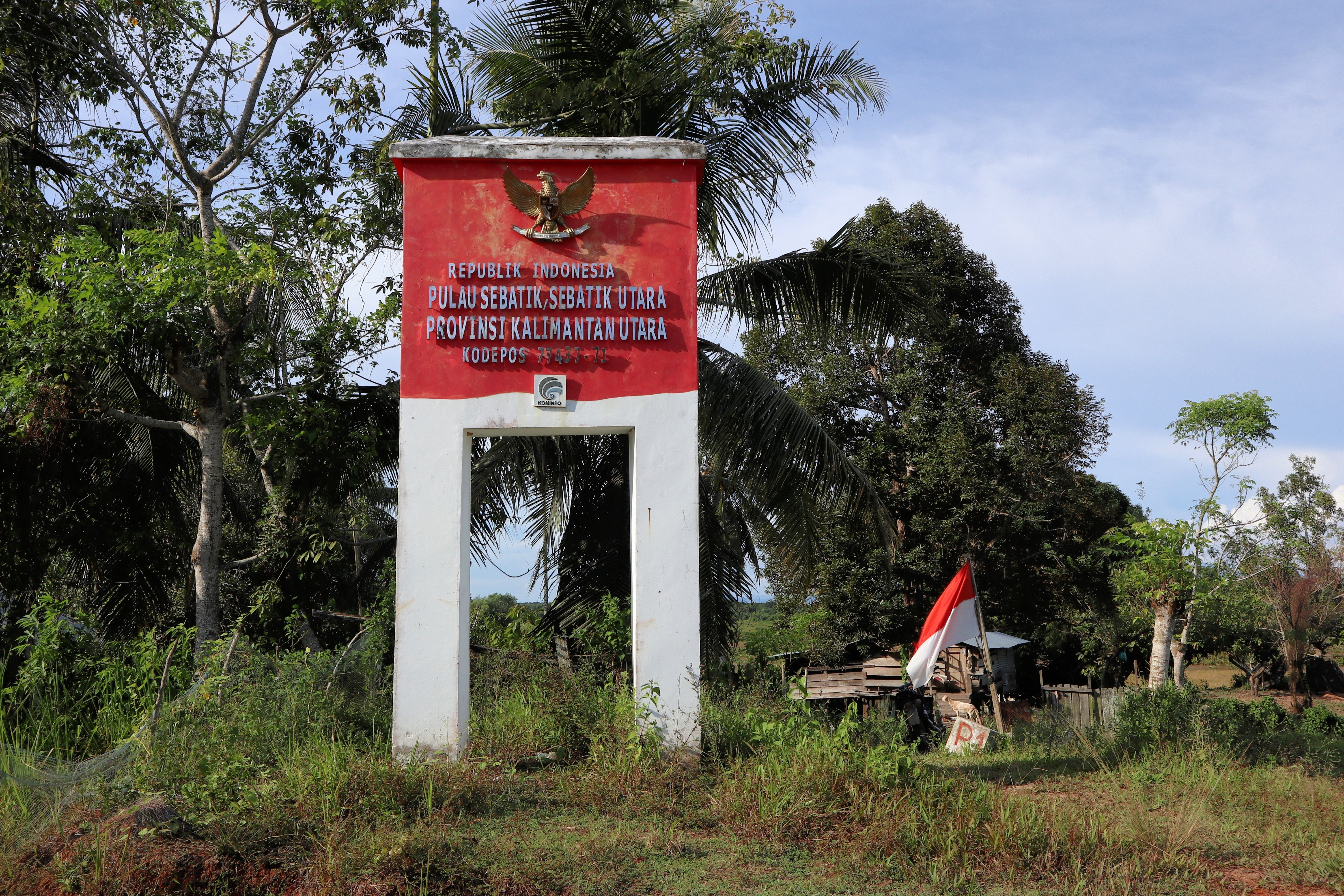
Punto di confine più orientale al confine tra Indonesia e Malaysia sull'isola di Sebatik

La divisione territoriale del Borneo non ottenne una grande attenzione olandese fino all'arrivo del soldato britannico James Brooke in Sarawak nel 1841, il quale fu percepito dal governo delle Indie orientali olandesi a Batavia (Jakarta) come una minaccia alla loro posizione egemonica per il commercio costiero del Borneo. Ciò spinse il governatore generale olandese, Jan Jacob Rochussen, a emanare un decreto nel febbraio 1846 che delineava gli interessi terrestri olandesi (in contrasto con il semplice controllo costiero) sul Borneo. Questo documento fornì una divisione del Borneo basata sul flusso dei bacini idrografici. Il decreto rappresentava essenzialmente una planimetria che gli olandesi successivamente negoziarono con gli inglesi arrivando al trattato anglo-olandese del 1891.
Il documento principale che determina il confine terrestre tra Indonesia e Malesia nell'isola del Borneo è la Convenzione di frontiera o Convenzione di Londra del 1891 firmata a Londra tra il Regno Unito e i Paesi Bassi, le due potenze coloniali rilevanti dell'epoca. I successivi accordi tra le due potenze coloniali nel 1915 e nel 1928 perfezionarono ulteriormente il confine. Gran parte della messa a punto del confine riguardava la regione Jagoi - Stass nel Borneo occidentale, che dopo lo stallo dei negoziati nel 1930, non era ancora considerata definitiva. Il trattato e i vari accordi furono successivamente adottati dall'Indonesia e dalla Malesia come stati successori. Lo status irrisolto del confine marittimo nel Mare di Celebes, che è all'origine delle recenti controversie sul confine tra Malaysia e Indonesia su Ligitan, Sipadan e Ambalat, è in parte dovuto al fatto che la gran parte dei confini marittimi non è mai stata delimitata dalle potenze coloniali, le quali si concentravano principalmente sui confini terrestri.
La convenzione afferma che l'estremità orientale del confine inizierebbe a 4° 10' di latitudine nord, procedendo verso ovest attraverso l'isola di Sebatik al largo della costa di Sabah vicino alla città di Tawau, dividendola in due. Il confine attraversa quindi il canale d'acqua tra Sebatik e la terraferma e risale lungo la linea mediana dei canali Tambu e Sikapal fino alle colline che formano lo spartiacque tra i fiumi Simengaris (in Indonesia) e Serudung (in Malesia). Il confine procede generalmente in direzione nord-ovest verso i 4° 20'N, e poi in via generale verso ovest ma accomodando lo spartiacque, sebbene i fiumi Pensiangan, Agisan e Sibuda arrivano a intersecare il confine. Il confine segue quindi la linea di creste lungo lo spartiacque tra i principali fiumi che scorrono a nord nel Mar Cinese Meridionale, e quelli che scorrono verso est, sud e ovest nel Mare di Celebes, Mar di Giava e nello Stretto di Karimata fino a Tanjung Datu a 109° 38'.8" E 02° 05'.0 N nell'estremità occidentale del Sarawak. Lo spartiacque non è tuttavia seguito nel breve tratto a sud-ovest di Kuching tra Gunung Api a 110° 04'E e Gunung Raja a 109° 56' E dove il tracciato segue ruscelli, sentieri, creste e linee rette che sono contrassegnate da indicatori di confine e pilastri.
Il 26 novembre 1973 Indonesia e la Malaysia firmarono un memorandum d'intesa per il rilevamento e la delimitazione congiunta del loro confine terrestre comune. I lavori iniziarono il 9 settembre 1975 e furono completati nel febbraio 2000. Nel 2006, furono firmati un totale di 19 memorandum d'intesa con 28 mappe tra i due paesi relative al rilevamento e alla demarcazione del confine che copre una distanza di 1822,3 km dei 2 019,5 km di confine.

## Storia
La nascita del confine Indonesia-Malesia, o almeno la parte per quella che oggi è la penisola della Malesia, può essere attribuita al trattato del 1824 tra Gran Bretagna e Paesi Bassi, firmato a Londra il 17 marzo 1824. Il trattato ha determinato le sfere di influenza nell'arcipelago malese tra le due potenze coloniali: Gran Bretagna e Paesi Bassi. Alla Gran Bretagna fu permesso di stabilire colonie a nord dello Stretto di Malacca e dello Stretto di Singapore, mentre agli olandesi fu permesso di colonizzare le aree a sud dei corpi idrici. Questa linea di separazione tra le sfere di influenza divenne la base del confine tra la Malesia britannica e le Indie orientali olandesi e, infine, tra i loro stati successori Malesia e Indonesia.
Nel Borneo, l'espansione degli interessi britannici e olandesi e dell'influenza sui sultanati e sui regni locali si estese gradualmente nel corso del XIX secolo. La costa settentrionale del Borneo vide l'avventuriero britannico James Brooke diventare il Rajah di Sarawak nel 1842 che gradualmente ampliò il suo regno fino alla sua forma e dimensione attuali nel 1905. I territori del Sultano del Brunei, nell'odierno Sabah, furono inizialmente ceduti agli interessi austriaci, ma alla fine caddero nelle mani degli inglesi, che in seguito crearono la British North Borneo Company. Il Sultano di Sulu cedette anche i suoi territori sulla costa orientale dell'attuale Sabah agli inglesi nel 1878. Nella parte meridionale del Borneo, gli olandesi negoziarono dei trattati con vari sultanati, in modo tale da diventare la potenza coloniale dominante in quella parte dell'isola. Nel 1889, con l'avvicinarsi dei territori acquisiti delle due potenze, fu creata una commissione per raccomandare la creazione di un confine. Le raccomandazioni furono legalizzate nella Convenzione di confine del 1891 firmata a Londra il 20 giugno 1891. Il confine fu aggiornato nell'Accordo di confine del 1915 che fu sottoscritto a Londra il 28 settembre 1915, e di nuovo in un'altra Convenzione di confine sottoscritta all'Aia, Paesi Bassi, il 26 marzo 1928.

## Dispute
Nonostante il raggiungimento dell'accordo di confine del 1915, ci sono almeno nove aree in cui i due paesi hanno dispute in sospeso sulla posizione del confine terrestre. Comprendono cinque località lungo il confine tra la provincia del Kalimantan Settentrionale dell'Indonesia e lo stato di Sabah della Malesia, e quattro località tra la provincia del Kalimantan Occidentale e lo stato del Sarawak della Malesia.
Le posizioni lungo il confine tra il Sabah e il Kalimantan settentrionale che vengono contestate sono a Sungai Sinapat, Sungai Sesai, Sungai Simantipal, B2700-B3100 (vicino a Sungai Sinapat e Sungai Sesai) e C200-C700 a Pulau Sebatik.
Sul confine Sarawak-Kalimantan occidentale, le quattro località con problemi di confine eccezionali sono denominate Batu Aum, Sungai Buan, Gunung Raya e D400.
Alcune parti considerano Tanjung Datu come un quinto luogo di controversia. Nel luogo, un'area di 1 400 ettari nota come Camar Bulan è stata riconosciuta come territorio malese dopo un'indagine condotta nel 1976 per determinare la posizione dello spartiacque, risultato in un memorandum d'intesa nel 1978.

### Attraversamenti terrestri
Ci sono solo tre valichi di frontiera terrestri ufficiali:
- Tra Tebedu, Sarawak ed Entikong, Kalimantan Occidentale. La traversata si dirama lungo la strada principale tra Kuching, la capitale del Sarawak, e Pontianak, la capitale del Kalimantan occidentale.
- Tra Biawak, Sarawak e Aruk, Kalimantan Occidentale.[14][15]
- Tra Lubok Antu, Sarawak e Badau, Kalimantan Occidentale.[16][17]

Ci sono numerosi altri accessi non ufficiali tra Indonesia e Malesia lungo il confine terrestre, come ad esempio:
- Tra Serikin, Sarawak e Jagoi Babang, Kalimantan Occidentale.
- Tra Bakelalan, Sarawak e Long Bawan, Kalimantan Settentrionale.

Questi attraversamenti sono utilizzati principalmente dalla popolazione locale. Una certa quantità di scambi e contrabbando transfrontalieri avviene in questi e altri attraversamenti illegali; è noto che anche gli immigrati illegali utilizzano tali accessi.

### Traversate marittime
Esistono numerose traversate marittime di linea tra l'Indonesia e la Malesia, principalmente tra i porti dell'isola di Sumatra e la penisola della Malesia. Ecco un elenco dei porti (porto indonesiano seguito dal porto malese) in cui operano i servizi di navigazione di linea a partire da aprile 2008:
Sumatra - Malaysia peninsulare
- Batam - Stulang
- Batam - Pasir Gudang
- Batam - Nusajaya
- Aceh - Penang - new service
- Bengkalis - Malacca
- Bengkalis - Muar
- Dumai - Malacca
- Dumai - Muar
- Dumai - Port Klang
- Dumai - Port Dickson
- Selat Panjang - Batu Pahat
- Tanjungbalai - Port Klang
- Tanjung Balai Karimun - Kukup
- Karimun - Nusajaya
- Tanjung Pinang, Bintan - Stulang

Kalimantan settentrionale - Sabah
- Nunukan - Tawau
- Tarakan - Tawau
- Sungai Nyamuk - Tawau